# استان غلیزان
| استان غلیزان      | استان غلیزان       |
| ----------------- | ------------------ |
|                   |                    |
|                   |                    |
| کشور              | الجزایر            |
| مساحت             | ۴,۸۷۰ کیلومتر مربع |
| جمعیت             |                    |
| جمعیت             | ۷۳۳,۰۶۰            |
| تراکم جمعیت       | ۱۵۰.۵/کیلومتر مربع |
| شمارگان           |                    |
| شمارهٔ استان       | ۴۸                 |
| پیش‌شمارهٔ تلفنی    | ۰۴۶                |
| تعداد فرمانداری‌ها | ۱۳                 |
| تعداد شهرستان‌ها   | ۳۸                 |
| کد پستی           |                    |

غِلیزان نام استان چهل‌وهشتم کشور الجزایر است.

## جغرافیا
جمعیت این استان در سال ۱۹۹۸ پیرامون ۶۴۶،۱۷۵ نفر بود.
غلیزان بر روی جاده اصلی میان الجزیره و وهران قرار گرفته.
وهران شهر مرکزی غرب الجزایر بشمار می‌آید.
منطقهٔ غِلیزان کشاورزی پررونقی دارد و زمانی نام «کالیفرنیای الجزایر» را بر آن نهاده بودند.

## تاریخچه
نام پیشین غلیزان، مینا بود و بیشتر ساکنان آن از قوم بربر بودند. در غارهای دوره نوسنگی منطقه نگاره‌هایی کنده‌کاری‌شده زیادی یافت می‌شود از جمله در کوه بومنجل، وادی تامده در مازونه و غار رتایمیه در وادی ارهیو.
مردم بربر این منطقه با امپراتوری روم درگیری زیادی داشتند و در سال ۶۸۱ منطقه از سوی مسلمانان عرب گشوده شد. مردم غلیزان توسط موسی بن نصیر در سال‌های ۷۱۹م-۷۲۰م مسلمان گشتند.
بعدها مردمان غلیزان به رهبری صالح سیدی محمد بن عوده در بسیاری از جنگ‌ها بر ضد اسپانیا شرکت کردند.
ترک‌های عثمانی در سدهٔ ۱۶ میلادی غلیزان را تصرف کردند و شهر مازونه به عنوان پایتخت منطقه غرب درآمد.
در سال ۱۸۴۳م شهر به دست فرانسویان افتاد و بعداها آزاد شده و به بقیه الجزایر پیوست.
نام غلیزان را در زبان‌های اروپایی به صورت Relizane می‌نویسند.